# NSU Gear
De NSU Gear was een tweeversnellingspoelie van NSU-motorfietsen uit de jaren voor de Eerste Wereldoorlog. 
Het systeem werkte zo goed dat de Engelse fabriek Rudge haar eigen Rudge Multi systeem erdoor verving.